# Lew Alexandrowitsch Mei

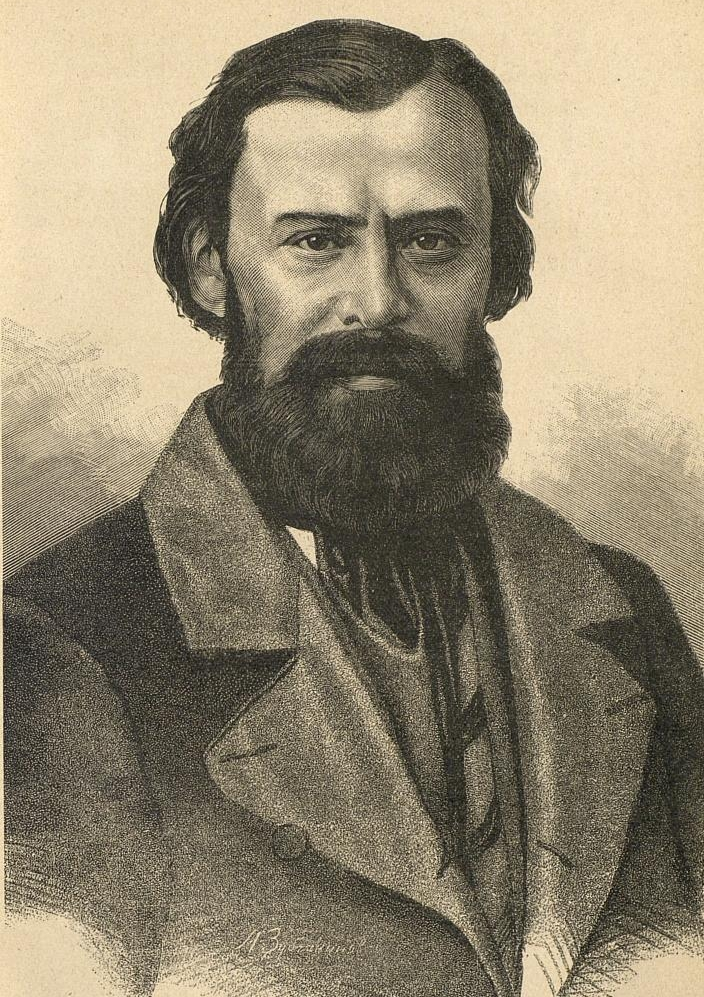
Lew Mei

Lew Alexandrowitsch Mei (russisch Лев Алекса́ндрович Мей, 13. Februarjul. / 25. Februar 1822greg. in Moskau – 16. Maijul. / 28. Mai 1862greg. in Sankt Petersburg) war ein russischer Dichter. Vier seiner historischen Dramen wurden lange nach seinem Tod von Nikolai Rimski-Korsakow als Vorlagen für Opern ausgewählt, darunter die noch heute vielgespielte Zarenbraut. Auch wurden zahlreiche seiner Gedichte und Nachdichtungen von mehreren russischen Komponisten vertont.

## Leben und Werk
Mei war Sohn einer Russin und eines adligen deutschstämmigen Offiziers, der 1812 bei der Schlacht bei Borodino verwundet wurde und früh starb. Er erhielt ein staatliches Stipendium und konnte das kaiserliche Lyzeum Zarskoje Selo besuchen, wie vor ihm bereits Alexander Puschkin. Im Jahr 1841 schloss er seine Studien ab und verdiente in den folgenden zehn Jahren seinen Lebensunterhalt als Beamter, war damit aber nicht glücklich. In seiner Freizeit befasste er sich mit Theologie, den klassischen Autoren der Antike und insbesondere mit alten russischen Chroniken. In der zweiten Hälfte der 1840er Jahre frequentierte er den literarischen Salon von Michail Pogodin (Михаи́л Петро́вич Пого́дин, 1800–1875), eines Professors für Russische Geschichte an der Moskauer Universität. Pogodin war in den Jahren 1841 bis 1856 Herausgeber der wissenschaftlich-literarischen Zeitschrift Moskwitjanin (russisch Москвитя́нин, dt. etwa „Der Moskauer“), die als Organ des großwirtschaftlichen Bürgertums galt und patriotische, slawophile Tendenzen vertrat. Mei begann in der Zeitschrift zu publizieren. Innerhalb der Redaktion bestanden zwei Gruppen, einerseits die älteren Herren, Pogodin, Schewyrjow und Weltman andererseits die Riege der jungen Schriftsteller, vertreten vor allem von Apollon Grigorjew, Alexander Ostrowski und Lew Mei. Eine Zeit lang versuchte er sich als Gymnasiallehrer, geriet allerdings in Konflikt mit seinen Kollegen.
1849 stellte er das Versdrama Zarskaja nevesta (Царская невеста, Die Zarenbraut) fertig, ein Drama von Liebe und Eifersucht, in dem er nicht unkritisch die Allmacht des Zaren Iwan des Schrecklichen beschreibt und Westler und Russen über den Unterschied der Trinkkulturen streiten lässt. Die historische Tragödie in vier Aufzügen gelangte im selben Jahr in Moskau zur Aufführung, mit erheblichem Erfolg. Das Publikum war sowohl von der authentischen Atmosphäre, als auch von der frischen, natürlichen Sprachfindung beeindruckt, welches das Stück deutlich abhob von den pseudo-historischen Melodramen, die damals gespielt wurden.
Lew Mai übersiedelte nach Sankt Petersburg, zählte dort zur literarischen Bohème, führte ein ausschweifendes Leben und heiratete Sofija Grigorjewna Poljanskaja, die ab dem Ende der 1850er-Jahre einen bedeutenden Salon führte und ab 1862 eine literarische Zeitschrift für die Damenwelt, Modnyi Magazine, herausgab. Meis Ehefrau sah sich zu eigenständigen Verdiensten gezwungen, da Mei zwar eifrig schrieb und übersetzte, jedoch auch heftig trank und nicht genügend für den Lebensunterhalt verdiente. Aus der Sankt Petersburger Periode stammten unter anderem die Texte „Heimatliche Notizen“, „Sohn des Vaterlands“, „Russisches Wort“, „Russischer Friede“ und „Svetoch“ sowie ein weiteres Versdrama, Pskowitjanka (Псковитянка, Das Mädchen aus Pskov), aus dem Jahr 1860. Auch dieses Stück gelangte zur Uraufführung, wurde jedoch kurz nach der Premiere von der Zensur verboten. Puschkin und Mei ebneten mit ihren Dramen den Weg für die Erneuerung der russischen Dramatik durch Ostrowski und Tolstoi.
Der Dichter übersetzte insbesondere Lyrik aus vielen verschiedenen Sprachen, darunter Heine, Goethe, Pierre-Jean de Béranger und Lord Byron, die Polen Teofil Lenartowicz, Adam Mickiewicz und Władysław Syrokomla, den Ukrainer Taras Schewtschenko. Die Lieder des Anakreon übersetzte er 1855/56 vollständig aus dem Original und gab dazu einen Kommentar heraus. Von Schiller übersetzte er auch die Dramen Wallensteins Lager und Demetrius. In seiner eigenen Lyrik schrieb er auch in den strengen Formen von Sonett,  Oktave und Sestine. Während seine Übersetzungen hoch gelobt wurden, insbesondere die Übertragung von Goethes Nur wer die Sehnsucht kennt aus Wilhelm Meisters Lehrjahre, wurde sein eigenes Schaffen 1860 heftig kritisiert, als „reine Kunst“ ohne Beachtung der sozialen Situation der Gegenwart.
Lew Mei starb im Alter von nur vierzig Jahren, mutmaßlich an den Folgen seiner Trunksucht, als gerade eine dreibändige Werkausgabe herausgegeben wurde. Er erlebte nur die Publikation des ersten Bandes.
Sein Name und sein Werk fielen rasch in Vergessenheit, doch ein Jahrzehnt nach seinem Tod entdeckte die Gruppe der Fünf sein Werk. Es stellte sich heraus, dass sich sowohl die Dramen von Lew Mei, als auch seine Gedichte und Nachdichtungen hervorragend zur Vertonung eigneten. Nikolai Rimski-Korsakow (1844–1908) wählte vier seiner historischen Schauspiele als Opernvorlagen. Meis lyrische Arbeiten, sowohl die eigenen, als auch die aus anderen Sprachen übertragenen, wurden von einer Reihe russischer Komponisten vertont, darunter Borodin, Mussorgski, Rachmaninow und Tschaikowski.

## Vier Dramen

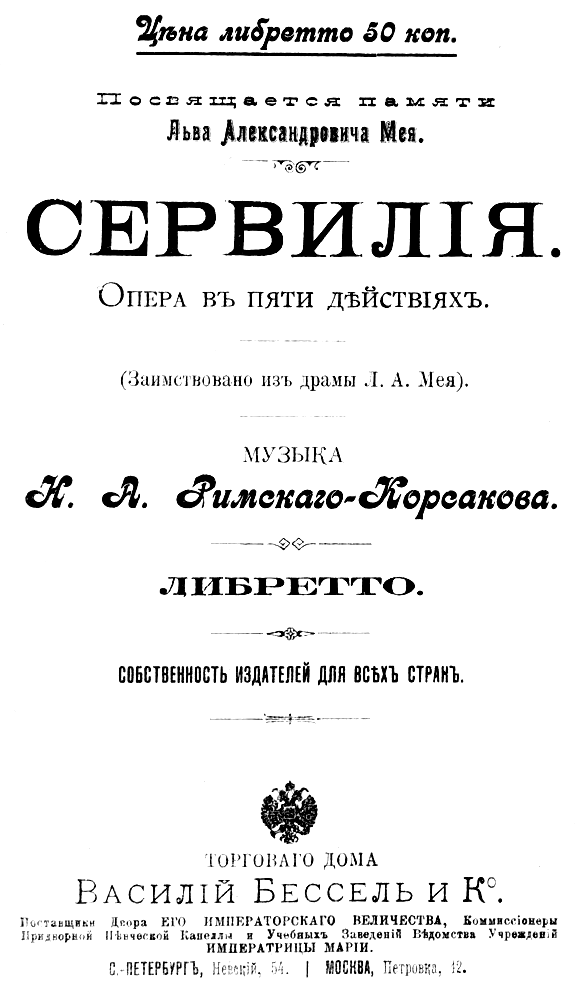
Titelblatt der Oper Servilia

Im Mittelpunkt von drei der vier Dramen Meis, die Rimski-Korsakow vertonte, stehen junge Frauen und Heiratspläne zumeist älterer und mächtiger Männer. Letztlich versterben alle Titelheldinnen von Lew Mei auf tragische Weise oder versinken im Wahn, durch Gift in einem Fall, durch eine Kugel beziehungsweise auf völlig ungeklärte Weise in den anderen Fällen. Stets verhindern Standesunterschiede, Dünkel oder Machtverhältnisse die Liebe eines unschuldigen Mädchens und treiben es in Unglück und Tod. Servilia spielt im alten Rom, die anderen beiden Dramen zu Zeiten Iwans des Schrecklichen, der auch in beiden Opern auftritt – in der Zarenbraut nur kurz, inkognito und stumm, im Mädchen von Pskov in einer Hauptrolle.
Im vierten Drama, welches Rimski-Korsakow vertonte, Die Bojarin Wera Scheloga, steht erneut Iwan der Schreckliche im Mittelpunkt, ohne im Stück aufzutreten. Er hat eine verheiratete Frau verführt und geschwängert, während deren Ehemann auswärts beschäftigt war. Die Ehefrau gesteht ihrer Schwester Ehebruch und Vaterschaft, der Ehemann kehrt zurück und findet das Kind vor. Die Ehefrau droht, sich aus dem Fenster zu stürzen. Um Konsequenzen zu vermeiden erklärt die Schwester, sie sei die Mutter. Der Einakter endet mit der Lüge.

## Vertonte Werke

### Dramen
Von Nikolai Rimski-Korsakow vertont wurden:
- Pskowitjanka (Das Mädchen aus Pskow, russisch Псковитянка, 1873)
- Bojarynja Wera Scheloga (Die Bojarin Wera Scheloga, russisch Боярыня Вера Шелога, 1898)
- Zarskaja newesta (Die Zarenbraut, russisch Царская невеста, 1899)
- Servilia (russisch Сервилия, 1902)

### Gedichte und Nachdichtungen
Borodin:
- Aus meinen Tränen sprießen (Из слез моих) (nach Heine)
- Vergiftet sind meine Lieder (Отравой полны мои песни) (nach Heine)

Engel:
- Der Kanarienvogel (Канарейка), op. 1, No. 4

Mussorgski:
- Hebräisches Lied (Еврейская песня)
- Hopak (Гопак, nach Schewtschenko)
- Ich wollt’, meine Schmerzen ergössen … (Хотел бы в единое слово, nach Heine)
- Kinderliedchen (Детская песенка)
- Nach Pilzen (По грибы)

Rachmaninow:
- Comment, disaient‑ils (Они отвечали, nach Victor Hugo)

Rimski-Korsakow:
- Hebräisches Lied (Еврейская песня), op. 7, No. 3
- Switesjanka (Свитезянка), op. 7, No. 3 (nach Mickiewicz)
- Arise, Come Down! (Встань, сойди!), op. 8 No. 4
- Lullaby (Колыбельная песня: «Баю, баюшки баю»), op. 2 No. 2
- Moja pieszczotka (Мойа баловница), op. 42 No. 4 (nach Mickiewicz)

Tschaikowski:
- Warum sind denn die Rosen so blass? (Отчего?), op. 6 No. 5 (nach Heine)
- Nur wer die Sehnsucht kennt (Нет, только тот, кто знал), op. 6 No. 6 (nach Goethe)
- Der Kanarienvogel (Канарейка), op. 25 No. 4
- I Never Spoke to Her (Я с нею никогда не говорил), op. 25 No. 5
- Seit sie redeten: „Sei klug“ (Как наладили: «Дурак»), op. 25 No. 6
- Abend (Вечер), op. 27 No. 4 (nach Schewtschenko)
- Was it the Mother Who Bore Me? (Али мать меня роэжала), op. 27 No. 5 (nach Lenartowicz)
- Moja pieszczotka (Мойа баловница), op. 27 No. 6 (nach Mickiewicz)
- Die Korallen (Корольки), op. 28 No. 2 (nach Syrokomla)
- Warum (Зачем), op. 28 No. 3
- Ich wollt’, meine Schmerzen ergössen … (Хотел бы в единое слово) o.op. No. 1 aus 1875 (nach Heine)